# Brunnen der Prinzessin Dácil

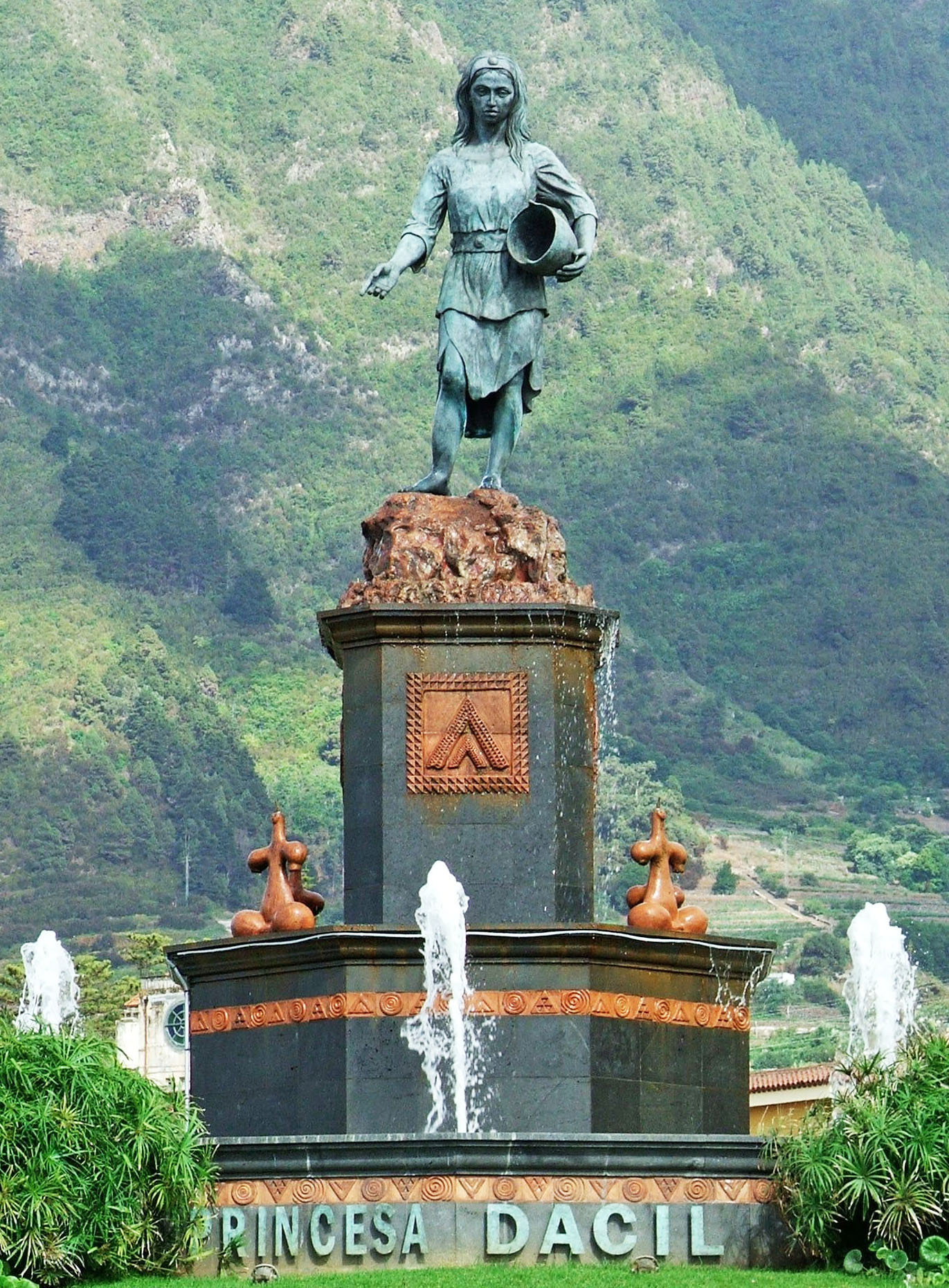
Brunnen der Prinzessin Dácil

Der Brunnen der Prinzessin Dácil (Fuente de la Princesa Dácil) steht seit dem Jahr 2003 in einem Kreisverkehr der Landstraße TF 211 am Eingang der Stadt La Orotava (Teneriffa). Das Denkmal wurde zu Ehren der Kultur der vorspanischen Bürgerschaft und der Hochachtung der Frau errichtet. Es wurde von den in La Orotava lebenden Künstlern Ezequiel de León Cruz, Cristo Quintero und Domingo González Expósito geschaffen.
Der Historiker Juan Francisco Navarro Mederos bezeichnet den Brunnen als einen der skurrilen Fälle von Denkmalen, die eine absolute Verachtung der Geschichte zeigen. Das Kunstwerk zeigt ein unvereinbares Durcheinander von symbolischen Elementen.
Das Hauptelement ist eine 3,5 m hohen Bronzeplastik einer weiblichen Figur, die die legendäre Princesa Dácil, Tochter des Menceys von Taoro, darstellen soll. Sie trägt eine Art Diadem und ist mit einem glatten Oberteil mit angesetzten Ärmeln und einem zipfeligen Rock bekleidet. Mit der linken Hand hält sie ein Gefäß, das auf den Kanarischen Inseln „gánigo“ genannt wird.

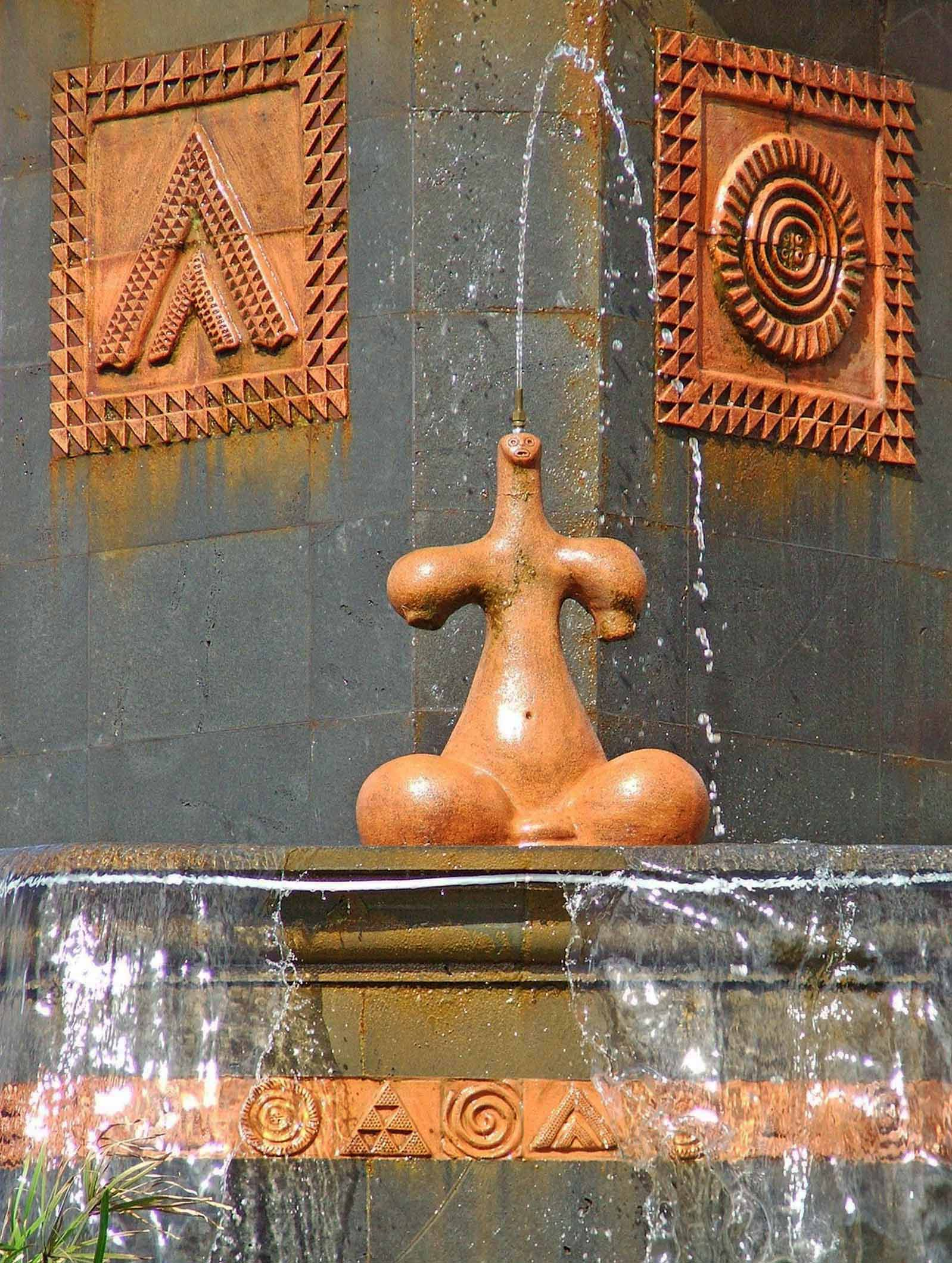
Dekoration mit Pintaderas und Kopien des Ídolo de Chil

Die Figur steht auf einem Sockel, der mit Pintaderas aus Gran Canaria geschmückt ist, die eine Guanchin aus Teneriffa nie gesehen haben kann. Auf der Verbreiterung im unteren Teil des Sockels sind anstelle der üblichen Frösche, Enten oder Delfine vier Kopien des Ídolo de Chil angebracht, welches die fiktive Dácil genauso wenig gekannt haben konnte. Durch eine Öffnung im Kopf, die im Original nicht vorhanden ist, speien die Ídolo-Kopien Wasser in ein Becken, das ebenfalls mit Pintaderas geschmückt ist.